# El Grau (Sant Joan de les Abadesses)
El Grau és una obra de Sant Joan de les Abadesses (Ripollès) inclosa a l'Inventari del Patrimoni Arquitectònic de Catalunya.

## Descripció
Casa formada per planta baixa i dos pisos, tots ells amb eixida pel cantó de migdia. La masia la formen també una pallissa, de dos pisos, i l'estatge. Està situada a l'extrem d'una extensa plana. Dins la mateixa construcció es diferencien dues èpoques. La pallissa és de la mateixa tipologia que la de la rovira de Sant Pau de Segúries, encara que no de tan depurada factura.